# Canarium mutabile
Canarium mutabile is een slakkensoort uit de familie van de Strombidae. De wetenschappelijke naam van de soort is voor het eerst geldig gepubliceerd in 1821 door Swainson.

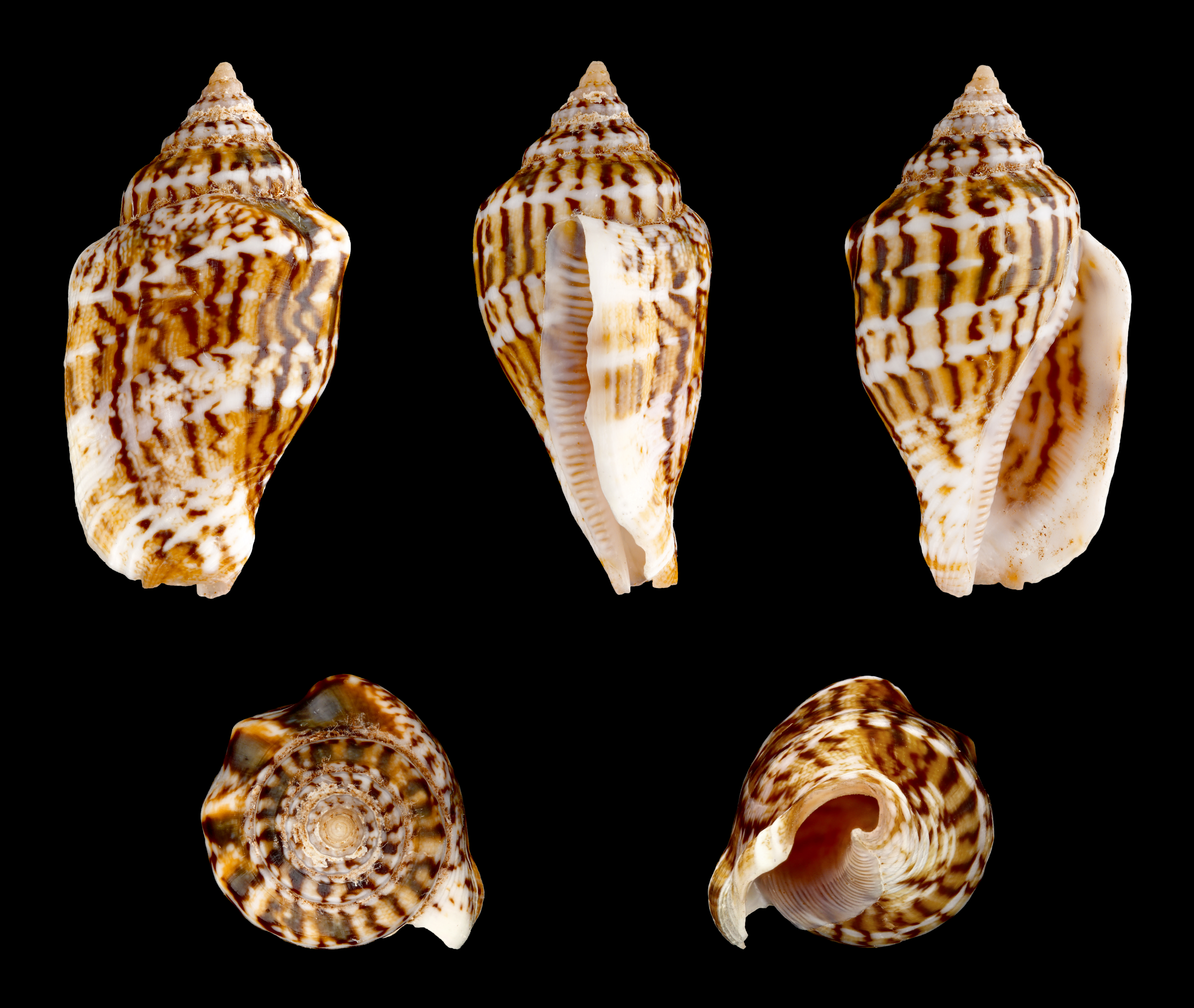
forma zebriolatus